# 178-я танковая бригада
178-я танковая Рижская Краснознаменная  бригада — танковая бригада Красной армии в годы Великой Отечественной войны. Сокращённое наименование — 178 тбр.

## Формирование и организация
178-я танковая бригада сформирована на основании распоряжения Зам. НКО № 76с от 02.03.1942 г. на базе 140-го отд. танкового батальона, в Московском АБТ Центре (ст. Петушки). Период формирования со 2 марта по 11 мая на (Московская обл). На основании Директивы Зам. НКО № 724485сс от 15.04.1942 г. бригада была включена в состав 10-го танкового корпуса.
21 мая 1942 г. бригада в составе 10-го танкового корпуса прибыла в район Козельска, где вошла в состав 16-й армии Западного фронта. 6 сентября 1942 г. бригада в составе 10-го танкового корпуса выведена в резерв Ставки ВГК в район Можайск Московской обл. на доукомплектование.
15 января 1943 г. бригада в составе 10-го танкового корпуса в районе Богучар вошла в состав 1-й гв. армии Юго-Западного фронта. 11 февраля 1943 г. бригада в составе 10-го танкового корпуса выведена в резерв Ставки ВГК и вошла в оперативное подчинение 5-й гв. армии Степного ВО.
7 июля 1943 г. бригада в составе 10-го танкового корпуса переподчинена Воронежскому фронту и вела бои в составе 1-й ТА, 5-й, 6-й армией. 20 июля 1943 г. бригада в составе 10-го танкового корпуса переподчинена 27-й армии.
5 августа 1943 г. бригада в составе 10-го танкового корпуса оперативно подчинена 40-й армии.
9 августа 1943 г. бригада в составе 10-го танкового корпуса в районе г. Тростянец подчинена 47-й армии. 29 августа 1943 г. бригада в составе 10-го танкового корпуса в районе Зеньков оперативно подчинена 40-й армии 1-го Украинского фронта.
11 ноября 1943 г. бригада в составе 10-го танкового корпуса в районе ст. Дарница вышла в резерв Ставки ВГК и переброшена в район Наро-Фоминска на доукомплектование.
26 августа 1944 г. бригада в составе 10-го танкового корпуса перебрасывается в район Быру, где сосредоточилась  4 сентября 1944 г. и поступила в состав войск 3-го Прибалтийского фронта.
9 октября 1944 г. бригада в составе 10-го танкового корпуса переподчинена 2-го Прибалтийскому фронту.
20 декабря 1944 г. бригада в составе 10-го танкового корпуса вошла в состав 2-го Белорусского фронта и подчинена 5-й гв. ТА, с 18 февраля 1945 г. в боях не участвовала.

## Боевой и численный состав
Бригада сформирована по штатам №№ 010/345-010/352 от 15.02.1942 г. (только вместо отб по штату № 010/346 в бригаде были отб по штату 010/394 и 010/397):
Бригада сформирована по штатам №№ 010/345-010/352 от 15.02.1942 г.:
- Управление бригады [штат № 010/345]
- 389-й отд. танковый батальон [штат № 010/346]
- 437-й отд. танковый батальон [штат № 010/346]
- Мотострелково-пулеметный батальон [штат № 010/347]
- Противотанковая батарея [штат № 010/348]
- Зенитная батарея [штат № 010/349] Рота управления [штат № 010/350]
- Рота технического обеспечения [штат № 010/351]
- Медико-санитарный взвод [штат № 010/352]

Директивой ГШКА № 994018 от 01.09.1942 г. переведена на штаты №№ 010/270-010/277 от 31.07.1942:
- Управление бригады [штат № 010/270]
- 389-й отд. танковый батальон [штат № 010/271]
- 437-й отд. танковый батальон [штат № 010/272]
- Мотострелково-пулеметный батальон [штат № 010/273]
- Истребительно-противотанковая батарея [штат № 010/274]
- Рота управления [штат № 010/275]
- Рота технического обеспечения [штат № 010/276]
- Медико-санитарный взвод [штат № 010/277]

Директивой ГШ КА № орг/3/43189 от 23.12.1943 г. переведена на штаты №№ 010/500-010/506:
- Управление бригады [штат № 010/500]
- Рота управления [штат № 010/504]
- 1-й отд. танковый батальон [штат № 010/501], до 27.05.1944 - 389-й отд. танковый батальон
- 2-й отд. танковый батальон [штат № 010/501], до 27.05.1944 - 437-й отд. танковый батальон
- 3-й отд. танковый батальон [штат № 010/501]
- Моторизованный батальон автоматчиков [штат № 010/502]
- Зенитно-пулеметная рота [штат № 010/503]
- Рота технического обеспечения [штат № 010/505]
- Медсанвзвод [штат № 010/506]

## Подчинение
Периоды вхождения в состав Действующей армии:
- с 18.05.1942 по 29.06.1944 года.
- с 26.08.1944 по 11.05.1945 года.

| Дата          | Фронт (округ)            | Армия                        | Корпус               | Дивизия | Бригада | Примечания |
| ------------- | ------------------------ | ---------------------------- | -------------------- | ------- | ------- | ---------- |
| 01.04.1942 г. | Московский военный округ |                              |                      |         |         |            |
| 01.05.1942 г. | Московский военный округ |                              |                      |         |         |            |
| 01.06.1942 г. | Западный фронт           |                              | 10-й танковый корпус |         |         |            |
| 01.07.1942 г. | Западный фронт           |                              | 10-й танковый корпус |         |         |            |
| 01.08.1942 г. |                          | 16-я армия                   | 10-й танковый корпус |         |         |            |
| 01.09.1942 г. |                          | 16-я армия                   | 10-й танковый корпус |         |         |            |
| 01.10.1942 г. | Московский военный округ |                              | 10-й танковый корпус |         |         |            |
| 01.11.1942 г. | Московский военный округ |                              | 10-й танковый корпус |         |         |            |
| 01.12.1942 г. | Московский военный округ |                              | 10-й танковый корпус |         |         |            |
| 01.01.1943 г  | РВГК                     |                              | 10-й танковый корпус |         |         |            |
| 01.02.1943 г  | Юго-западный фронт       |                              | 10-й танковый корпус |         |         |            |
| 01.03.1943 г. | Юго-западный фронт       |                              | 10-й танковый корпус |         |         |            |
| 01.04.1943 г. | РВГК                     |                              | 10-й танковый корпус |         |         |            |
| 01.05.1943 г. | Степной военный округ    | 66-я армия                   | 10-й танковый корпус |         |         |            |
| 01.06.1943 г. | РВГК                     | 5-я гвардейская армия        | 10-й танковый корпус |         |         |            |
| 01.07.1943 г  | РВГК                     | 5-я гвардейская армия        | 10-й танковый корпус |         |         |            |
| 01.08.1943 г. | Воронежский фронт        |                              | 10-й танковый корпус |         |         |            |
| 01.09.1943 г. | Воронежский фронт        | 47-я армия                   | 10-й танковый корпус |         |         |            |
| 01.10.1943 г. | Воронежский фронт        | 40-я армия                   | 10-й танковый корпус |         |         |            |
| 01.11.1943 г  | Воронежский фронт        | 40-я армия                   | 10-й танковый корпус |         |         |            |
| 01.12.1943 г  | РВГК                     |                              | 10-й танковый корпус |         |         |            |
| 01.01.1944 г  | РВГК                     |                              | 10-й танковый корпус |         |         |            |
| 01.02.1944 г  | РВГК                     |                              | 10-й танковый корпус |         |         |            |
| 01.03.1944 г  | РВГК                     |                              | 10-й танковый корпус |         |         |            |
| 01.01.1944 г  | РВГК                     |                              | 10-й танковый корпус |         |         |            |
| 01.02.1944 г  | РВГК                     |                              | 10-й танковый корпус |         |         |            |
| 01.03.1944 г  | РВГК                     |                              | 10-й танковый корпус |         |         |            |
| 01.04.1944 г  | РВГК                     |                              | 10-й танковый корпус |         |         |            |
| 01.04.1944 г  | РВГК                     |                              | 10-й танковый корпус |         |         |            |
| 01.05.1944 г  | РВГК                     |                              | 10-й танковый корпус |         |         |            |
| 01.06.1944 г  | РВГК                     |                              | 10-й танковый корпус |         |         |            |
| 01.07.1944 г  | Киевский военный округ   |                              | 10-й танковый корпус |         |         |            |
| 01.08.1944 г  | Московский военный округ |                              | 10-й танковый корпус |         |         |            |
| 01.09.1944 г  | 3-й Прибалтийский фронт  |                              | 10-й танковый корпус |         |         |            |
| 01.10.1944 г  | 3-й Прибалтийский фронт  |                              | 10-й танковый корпус |         |         |            |
| 01.11.1944 г  | 2-й Прибалтийский фронт  |                              | 10-й танковый корпус |         |         |            |
| 01.12.1944 г  | 2-й Прибалтийский фронт  |                              | 10-й танковый корпус |         |         |            |
| 01.01.1945 г  | 2-й Прибалтийский фронт  | 5 гвардейская танковая армия | 10-й танковый корпус |         |         |            |
| 01.02.1945 г  | 2-й Прибалтийский фронт  | 5 гвардейская танковая армия | 10-й танковый корпус |         |         |            |
| 01.03.1945 г  | 3-й Прибалтийский фронт  |                              | 10-й танковый корпус |         |         |            |
| 01.04.1945 г  | РВГК                     |                              | 10-й танковый корпус |         |         |            |
| 01.05.1945 г  | РВГК                     |                              | 10-й танковый корпус |         |         |            |

## Командиры

### Командиры бригады
- Силин Михаил Александрович, подполковник, врио, 01.03.1942 - 14.05.1942 года.[1]
- Шельдяев Семён Степанович, полковник (в должность не вступил), 02.05.1942 - 19.05.1942 года.[2]
- Громагин Михаил Александрович, подполковник (08.02.1943 ранен), 14.05.1942 - 08.02.1943 года.[3]
- Пивоваров Константин Михайлович, майор, врио, 08.02.1943 - 00.03.1943 года.[4]
- Шапошников Матвей Кузьмич, полковник, 02.04.1943 - 07.11.1943 года.[5]
- Ковалёв Михаил Васильевич, майор, ид, 07.11.1943 - 18.02.1944 года.[6]
- Ковалёв Михаил Васильевич, майор, с 21.02.1944 подполковник, 18.02.1944 - 00.04.1944
- Казанцев Михаил Максимович, подполковник, 25.04.1944 - 00.11.1944 года.[7]
- Полукаров Иван Васильевич, полковник (22.01.1945 ранен и эвакуирован в госпиталь), 10.11.1944 - 22.01.1945 года.[8]
- Жуков Михаил Евдокимович, подполковник,  врио, 22.01.1945 - 26.01.1945 года.
- Грановский Исаак Наумович, полковник, 26.01.1945 - 10.06.1945 года.[9]

### Начальники штаба бригады
- Андреев Василий Иванович, капитан, ид, 00.03.1942 - 29.04.1942 года.[10]
- Хабибуллин Хамза Гайнутдинович, подполковник, 29.04.1942 - 09.10.1942 года.[11]
- Шорохов Александр Васильевич, майор, 09.10.1942 - 00.04.1943 года.[12]
- Жуков Михаил Евдокимович, майор, подполковник, 00.04.1943 - 10.06.1945 года.[13]

### Заместитель командира бригады по строевой части
- Силин Михаил Александрович, подполковник, 05.04.1942 года.
- Хабибуллин Хамза Гайнутдинович, подполковник (04.02.1943 погиб в бою) года.
- Казанцев Михаил Максимович, подполковник, 00.05.1943 - 00.04.1944 года.
- Корнилов Иван Васильевич, подполковник (22.01.1945 погиб в бою) на  22.01.1945 года.

### Начальник политотдела, заместитель командира по политической части
- Акимов Дмитрий Васильевич, батальонный комиссар (04.02.1943 погиб в бою)19.03.1942 - 04.02.1943 года.
- Морозов Идрис Исаакович, батальонный комиссар, 28.02.1943 - 16.06.1943 года.
- Кожухарь Николай Михайлович, подполковник, 16.06.1943 - 27.05.1944 года.
- Миронов Василий Михайлович, полковник, 27.05.1944 - 23.09.1945 года.

## Отличившиеся воины
| Награда | Ф. И.О                          | Звание                                                                                     | Должность                                                | Дата награждения  | Примечания |
| ------- | ------------------------------- | ------------------------------------------------------------------------------------------ | -------------------------------------------------------- | ----------------- | ---------- |
|         | Аминов, Миниттин Гильметдинович | стрелок 178-й танковой бригады                                                             | красноармеец                                             | 23.10.1943.       |            |
|         | Бейда, Иван Мартынович          | младший лейтенант                                                                          | командир разведывательного взвода 178-й танковой бригады | 10.01. 1944 года. |            |
|         | Гончаров, Николай Артёмович     | пулемётчик 178-й танковой бригады                                                          | красноармеец                                             | 23.10.1943 г.     |            |
|         | Кондратьев, Сергей Николаевич   | радист мотострелкового пулемётного батальона 178-й танковой бригады                        | красноармеец                                             | 27.10.1943 года.  |            |
|         | Копылов, Василий Данилович      | командир мотоотделения роты управления 178-й танковой бригады                              | сержант                                                  | 10.01.1944 года.  |            |
|         | Козлов, Степан Игнатович        | автоматчик мотострелкового батальона 178-й танковой бригады                                | красноармеец                                             | 23.10.1943 г.     |            |
|         | Колесов, Александр Михайлович   | разведчик 178-й танковой бригады                                                           | красноармеец                                             | 23.10.1943 г.     |            |
|         | Круглов, Николай Иванович       | командир пулемётного взвода 178-й танковой бригады                                         | младший лейтенант                                        | 10.01. 1944 года. |            |
|         | Нибылица, Василий Иванович      | сапёр роты управления 178-й танковой бригады                                               | красноармеец                                             | 23.10.1943 г.     |            |
|         | Полковников, Павел Михайлович   | командир стрелковой роты 178-й танковой бригады                                            | старший лейтенант                                        | 17.04.1943 г.     |            |
|         | Федин, Михаил Акимович          | командир танко-десантной роты мотострелкового пулемётного батальона 178-й танковой бригады | лейтенант                                                | 10.01.1944 года.  |            |
|         | Фролов, Михаил Павлович         | командир роты танков 389-го танкового батальона 178-й танковой бригады                     | лейтенант                                                | 10.01.1944 года.  |            |
|         | Шапошников, Матвей Кузьмич      | командир 178-й танковой бригады                                                            | полковник                                                | 10.01.1944 года.  |            |

## Награды и наименования
| Награда, наименование           | Дата                                        | За что получена |
| ------------------------------- | ------------------------------------------- | --- |
| Орден Красного Знамени          | Указ Президиума ВС СССР от 26.04.1945 года. | За образцовое выполнение заданий командования в боях с немецкими захватчиками при вторжении в южные районы Восточной Пруссии, овладении городами Найденбург, Танненберг, Едвабно и Аллендорф и проявленные при этом доблесть и мужество. |
| Почётное наименование "Рижская" | Приказ ВГК № 0356 от 03.11.1944 года.       | В ознаменование одержанной победы и отличие в боях при освобождении г. Рига |